# 초전초등학교 (경북)
초전초등학교는 대한민국 경상북도 성주군 초전면 대장리에 있는 공립 초등학교다.

## 학교 연혁
- 1930년 10월 22일 초전공립보통학교(4년제) 개교
- 1938년 4월 1일 초전공립심상소학교(6년제) 개칭
- 1941년 4월 1일 초전공립국민학교 개칭
- 1984년 3월 1일 병설유치원 설립인가
- 1995년 3월 1일 특수학급 1학급 신설
- 1996년 3월 1일 초전초등학교로 개칭
- 2011년 3월 1일 인조 잔디 운동장 준공
- 2013년 5월 24일 교재원 정비
- 2014년 3월 1일 제28대 이해영 교장 부임
- 2015년 2월 13일 제82회 졸업 (총 9,580명)

## 참고 자료
- 초전초등학교 - 한국교육학술정보원 학교알리미